# Astronesthes ijimai
Astronesthes ijimai is een  straalvinnige vissensoort uit de familie van Stomiidae. De wetenschappelijke naam van de soort is voor het eerst geldig gepubliceerd in 1908 door Tanaka.